# 6:16 in LA
A 6:16 in LA Kendrick Lamar amerikai rapper diss trackje, ami második válasza Drake Push Ups című kislemezére és Taylor Made Freestyle dalára. Az utóbbihoz hasonlóan csak Instagramon jelent meg, 2024. május 3-án.
A dal producere Sounwave és Jack Antonoff volt, feldolgozták Al Green 1972-es dalát, a What a Wonderful Thing Love Is-t, amelyen a gitáros Teenie Hodges volt, Drake nagybátyja.

## Háttér
2024. április 30-án a rapper meglepetésszerűen kiadta első válaszát Drake-nek, Euphoria címen, YouTube csatornáján, majd később streaming platformokon. Hasonlóan Drake Taylor Made Freestyle dalához, csak Instagramon jelent meg a 6:16 in LA május 3-án. Az Euphorián megemlítette, hogy készen áll kiadni még egy dalt, Drake Meek Mill-diss trackjének címére, a Back to Backre (2015; angolul: egymás után) hivatkozva.
A dal címe, 6:16 in LA, gúnyt űz Drake dalaiból, amik hasonló formában helyneveket és időpontokat használnak, többek között a 9AM in Dallas (2010), a 5AM in Toronto (2013), a 6PM in New York (2015), a 4PM in Calabasas (2016), a 7AM on Bridle Path (2021) és az 8AM in Charlotte (2023).
Az album borítója egy Maybach-kesztyű, ami egy kivágott részlete Lamar következő kislemeze és diss trackje, a Meet the Grahams első borítójából.
Többen is kiemelték Jack Antonoff szerepét a dalon, aki nagyon sokat dolgozott együtt Taylor Swift amerikai énekessel, ezzel közvetetten hivatkozva a Taylor Made Freestyle címére.

## Kompozíció
A dalban a rapper először ejti szóba Drake kiadóját, az OVO Soundot, azt mondva, hogy a cég tagjai igazából neki dolgoznak és néhányat azzal vádol, hogy elárulták Drake-et. Ezek mellett megemlíti a kanadai zenész 2020-as dalát, a Toosie Slide-ot, arra használva a címét, hogy jelezze Drake-nek, hogy nem fog tudni kilépni útjából. Lamar ezek mellett gúnyolja Drake online aktivitását és mém használatát.